# Torneo SANZAR/UAR M21 de 1997
El Torneo SANZAR/UAR M21 de 1997 se disputó en Australia y fue la tercera edición del torneo en categoría M21, el torneo fue disputado por las tres naciones pertenecientes a SANZAR y además la Unión Argentina de Rugby.

## Posiciones

### Fase regular
| Pos. | Equipo        | Encuentros | Encuentros | Encuentros | Encuentros | Tantos  | Tantos    | Tantos     | Puntos Totales |
| Pos. | Equipo        | jugados    | ganados    | empatados  | perdidos   | a favor | en contra | diferencia | Puntos Totales |
| ---- | ------------- | ---------- | ---------- | ---------- | ---------- | ------- | --------- | ---------- | -------------- |
| 1    | Australia     | 3          | 2          | 0          | 1          | 83      | 29        | +54        | 11             |
| 2    | Nueva Zelanda | 3          | 2          | 0          | 1          | 89      | 78        | +11        | 11             |
| 3    | Argentina     | 3          | 2          | 0          | 1          | 91      | 69        | +22        | 10             |
| 4    | Sudáfrica     | 3          | 0          | 0          | 3          | 56      | 143       | -87        | 1              |

#### Resultados
| 19 de julio | Australia | 43 - 3 | Sudáfrica |  |  |

| 19 de julio | Nueva Zelanda | 29 - 25 | Argentina |  |  |

| 23 de julio | Australia | 7 - 12 | Argentina |  |  |

| 23 de julio | Nueva Zelanda | 46 - 20 | Sudáfrica |  |  |

| 26 de julio | Argentina | 54 - 33 | Sudáfrica |  |  |

| 26 de julio | Australia | 33 - 14 | Nueva Zelanda |  |  |

| Bandera de Australia |
| Campeón Australia    |
| Segundo título       |